# 前川守賢
前川 守賢（まえかわ しゅけん、1960年1月28日 - ）は、沖縄民謡歌手である。
父・前川守康（漫談師）の次男として名護の劇場にて生まれる。誕生日が旧正月だったことから、命名まで「元（げん）ちゃん」と呼ばれたが、今なおこの名が愛称として呼び親しまれている。
1983年に「かなさんどー」でレコードデビュー。1988年に「遊び庭（あしびなー）」を発表。
歌はもちろん、司会業・踊り・芝居と何でもこなすマルチタレント。また、在宅寝たきり高齢者への慰問などボランティア活動にも取り組み、2010年には第32回琉球新報活動賞（社会活動）を受賞した。
2012年にNHK-BSで放送された『ハイビジョン特集 笑う沖縄 百年の物語』照屋林助ワタブーショー再現シーンでは、父・前川守康役を演じた。

## 出演

### ラジオ
現在
- 民謡で今日拝なびら(月・火・木曜担当、RBCiラジオ)

過去
- 元ちゃんとヒヤルガヘイ(RBCiラジオ)

### テレビ
- ハイビジョン特集 笑う沖縄 百年の物語(2012年、NHK-BS)